# تيت ريفس
جوناثون تيت ريفيس (بالإنجليزية: Jonathon Tate Reeves)‏ هو سياسي ورجل أعمال أمريكي من الحزب الجمهوري ولد في يوم 5 يونيو 1974 في بلدة فلورنس في ولاية ميسيسبي. يشغل منصب حاكم ولاية ميسيسيبي منذ يناير 2020 بعد أن خلف فيل براينت.